# Wilhelm Ludwig I. von Baumbach
Wilhelm Ludwig I. von Baumbach, auch von Baumbach-Lenderscheid (* 27. September 1710 auf Schloss Großropperhausen; † 25. Juli 1769 in Lenderscheid) war Offizier in der Hessen-kasselschen Armee, Deputierter bei den Landtagen in Hessen-Kassel und Begründer der Linie Lenderscheid der zur Althessischen Ritterschaft zählenden Adelsfamilie von Baumbach.

## Leben
Wilhelm Ludwig von Baumbach kam aus der Familie von Baumbach, die 1246 erstmals urkundlich erwähnt wurde und aus der zahlreiche Persönlichkeiten der hessischen Geschichte hervorgegangen sind. Er war der zweite Sohn des Generalleutnants Hans Ludwig von Baumbach (1664–1734), der 1699, nachdem er seinen Besitz in Nentershausen an den Landgrafen Karl von Hessen-Kassel verkauft hatte, von den Gebrüdern Gilsa Burg und Gericht Ropperhausen erwarb. Seine Mutter war Christiane Charlotte von Baumbach (1670–1747).
Er war mit Sabine Friederike von Baumbach (1720–1769, Erbin von Sontra) verheiratet und hatte mit ihr zwei Töchter und acht Söhne.
Neben der Tochter Caroline Sophie, die 1809 am Dörnbergschen Aufstand beteiligt war und  im selben Jahr im Gefängnis starb, entstammten u. a. die Söhne Wilhelm Ludwig (1741–1808), Carl Friedrich (1743–1830, Rittmeister), Friedrich Carl (1746–1821, holländischer Hauptmann), Ernst (* 1747, Lieutenant) und Franz Ludwig Eberhard (1753–1817, Obereinnehmer) der Ehe.

### Wirken
Er war Lieutenant in einem Kavallerie-Regiment der Hessen-kasselschen Armee und wurde ritterschaftlicher Obereinnehmer. Diese Position konnten nur Personen aus dem Ritterstand einnehmen.
Er war außerdem Deputierter bei den Hessen-Kasselschen Landtagen 1753–1755 und 1758.
1734 teilte er sich mit seinem älteren Bruder Carl Ludwig (1698–1745) das väterliche Erbe. Carl Ludwig begründete die Linie Roppershausen, Wilhelm Ludwig die Linie Lenderscheid.